# پل هافمن (قایقران)
پل هافمن (انگلیسی: Paul Hoffman؛ زادهٔ april ۲۱, ۱۹۴۶ (۷۸ سال)) ورزشکار روئینگ اهل ایالات متحده آمریکا است.
وی در مسابقات کشوری و بین‌المللی در مجموع برندهٔ ۲ مدال نقره شده‌است.